# Symplocos fukienensis
Symplocos fukienensis är en tvåhjärtbladig växtart som beskrevs av Yong Yuan Ling. Symplocos fukienensis ingår i släktet Symplocos och familjen Symplocaceae. Inga underarter finns listade i Catalogue of Life.